# S3RL
S3RL, pseudonimo di Jole Richard Hughes (Brisbane, 17 dicembre 1981), è un musicista e disc jockey australiano di genere happy hardcore.

## Biografia
Nato a Brisbane nel 1981, S3RL è attivo musicalmente dagli anni 2000. Nel 2005 venne scritturato dalla Nu Energy, diventando così il primo disc jockey del Queensland ad entrare in una delle principali etichette hardcore techno. Dopo aver esordito lo stesso anno con Transformers, S3RL pubblicò, nel 2008, Pretty Rave Girl, traccia che interpola l'omonimo successo dei francesi Daddy DJ, ricordata per essere una delle sue tracce più note. Il suo singolo Genre Police del 2014 entrò al decimo posto della classifica norvegese. Nel 2017 divenne uno degli artisti del rhythm game Osu! Nel 2021 collaborò assieme a DJ Satomi in Endless Summer. Nello stesso anno remissò MDMA e Rave in My Garage per Little Sis Nora e M'Lady per Dorian Electra e i Kero Kero Bonito.

## Discografia parziale

### Singoli
- 2006 – Transformers
- 2007 – Keep on Ravin' Baby
- 2007 – The 2nd Wave
- 2007 – Blast The Noise
- 2007 – Weekend has come
- 2007 – I kiss
- 2007 – Neon Genesis
- 2007 – 720 Suicide
- 2007 – Alternative
- 2007 – S.L.U.T.
- 2007 – Stay
- 2007 – God Is Not A DJ
- 2007 – Feel The Flow
- 2008 – Come on do it
- 2008 – DEVIL
- 2008 – Crank it louder
- 2008 – What We Do
- 2008 – Artificial Energy
- 2008 – Come Back Home
- 2008 – Pretty Rave Girl
- 2008 – Weekend
- 2008 – Into Overdrive
- 2008 – Make you move
- 2008 – You'll never
- 2008 – Take me
- 2009 – Birds & Bees
- 2009 – Go Wild
- 2009 – 3 to the Floor
- 2009 – I'll Dance With You
- 2009 – Everybody Sing
- 2009 – Zorba's Dance (Family Guy Mix)
- 2009 – One 2 Tha 3
- 2009 – Here We Go
- 2009 – Freakshow
- 2009 – It's Time 2 Roll
- 2009 – COH4 Intro
- 2009 – Keep on Ravin' Baby (VIP Mix)
- 2009 – Dealer
- 2009 – Little Kandi Raver (feat. Tamika)
- 2009 – Le Rock
- 2009 – The Hardcore Sound
- 2009 – Rave Forever
- 2009 – We all scream
- 2009 – Break em
- 2009 – I Live for the Bass Drum
- 2009 – Move With You
- 2009 – Remember My Past
- 2009 – BeatDrop Music
- 2010 – BeatDrop Music 2010
- 2010 – Pretty Rave Girl (2010 Mix)
- 2010 – Welcome To 2morrow
- 2010 – My Lucky Star
- 2010 – How Do You Like Bass
- 2010 – Martini's and Mixed Feelings
- 2010 – Middle of the Night
- 2010 – Rainbow Girl (feat. Tamika)
- 2010 – Stomp Ya Feet
- 2010 – Every Single Day
- 2010 – T-T-Techno
- 2010 – Line of Blow
- 2010 – In My Life
- 2010 – Just Fcuk
- 2010 – Every Time I Look at You
- 2010 – Green Hills
- 2010 – Sek-C Raver
- 2011 – Through the Years (S3RL & Zero-2)
- 2011 – Mozart on Crack
- 2011 – Get Stronger
- 2011 – Good Night
- 2011 – Can't Bring Me Down
- 2011 – Snow White Line
- 2011 – Don't Stop
- 2011 – It Went (feat. Jesskah)
- 2011 – Bass Slut (feat. Tamika)
- 2011 – Crazy Ass Bitch (feat. Kato)
- 2011 – Let You Go
- 2011 – The Wilhelm Scream
- 2011 – Elf The World
- 2011 – Addict
- 2011 – Finish Him
- 2011 – Pika Girl
- 2011 – Always Picking on Me
- 2011 – SummerBass
- 2011 – Same Never Changes
- 2011 – Happy Hardcore Tonight
- 2011 – Song Without Words
- 2011 – Kamehameha (feat. Johnny)
- 2012 – Want It Harder
- 2012 – MTC
- 2012 – Ready For Love (feat. Sara)
- 2012 – Press Play Walk Away (feat. SynthWulf)
- 2012 – 9 Bars of Equador
- 2012 – Shoulder Boulders
- 2012 – Little Kandi Raver 2012 (feat. Sara)
- 2012 – Feel The Melody (feat. Sara)
- 2012 – Raver Dimension (feat. Emcee M)
- 2012 – Less Than Three (feat. Sara)
- 2012 – Pump Up The Jams (feat. Zero2)
- 2013 – Request (feat. MixieMoon)
- 2013 – Let The Beat Go (feat. Johnny)
- 2013 – Princess Bubblegum (feat. Yuki)
- 2013 – Doof Doof Untz Untz
- 2013 – Feels Like Heaven (feat. MoiMinnie)
- 2013 – To My Dream (feat. Sara)
- 2013 – Da De Da (feat. Johnny)
- 2013 – I Will Pick You Up (feat. Tamika)
- 2013 – DJ Whore (feat. Tamika)
- 2013 – Forever (feat. Sara)
- 2013 – Friendzoned (feat. Mixie Moon & MC Offside)
- 2014 – Back Track (feat. Akima.T)
- 2014 – Dumbass Statuses (feat. Filthy Frank)
- 2014 – I'll See You Again (feat. Chi Chi)
- 2014 – Mr. Vain (feat. Tamika)
- 2014 – Shell Shock
- 2014 – The Legend of Link (feat. Mixie Moon)
- 2014 – Over The Rainbow (feat. Akima.T)
- 2014 – Nightcore This (feat. Tamika)
- 2014 – MTC2 (feat. Sonika)
- 2014 – Tell Me What You Want (feat. Tamika)
- 2014 – Public Service Announcement
- 2014 – BFF
- 2014 – Genre Police (feat. Lexi)
- 2015 – Yeah Science
- 2015 – Escape (feat. Emi)
- 2015 – R4V3 B0Y (feat. Krystal)
- 2015 – Old Stuff (feat. Minto)
- 2015 – Hypnotoad
- 2015 – Catchit
- 2015 – Casual Noob
- 2015 – When I Die (feat. Razor Sharp & Krystal)
- 2015 – Candy (feat. Sara)
- 2015 – Next Time (feat. Zoe VanWest)
- 2015 – Intensify
- 2015 – Hentai
- 2015 – Upper Hand 2016